# Das Abendmahl (Leonardo da Vinci)

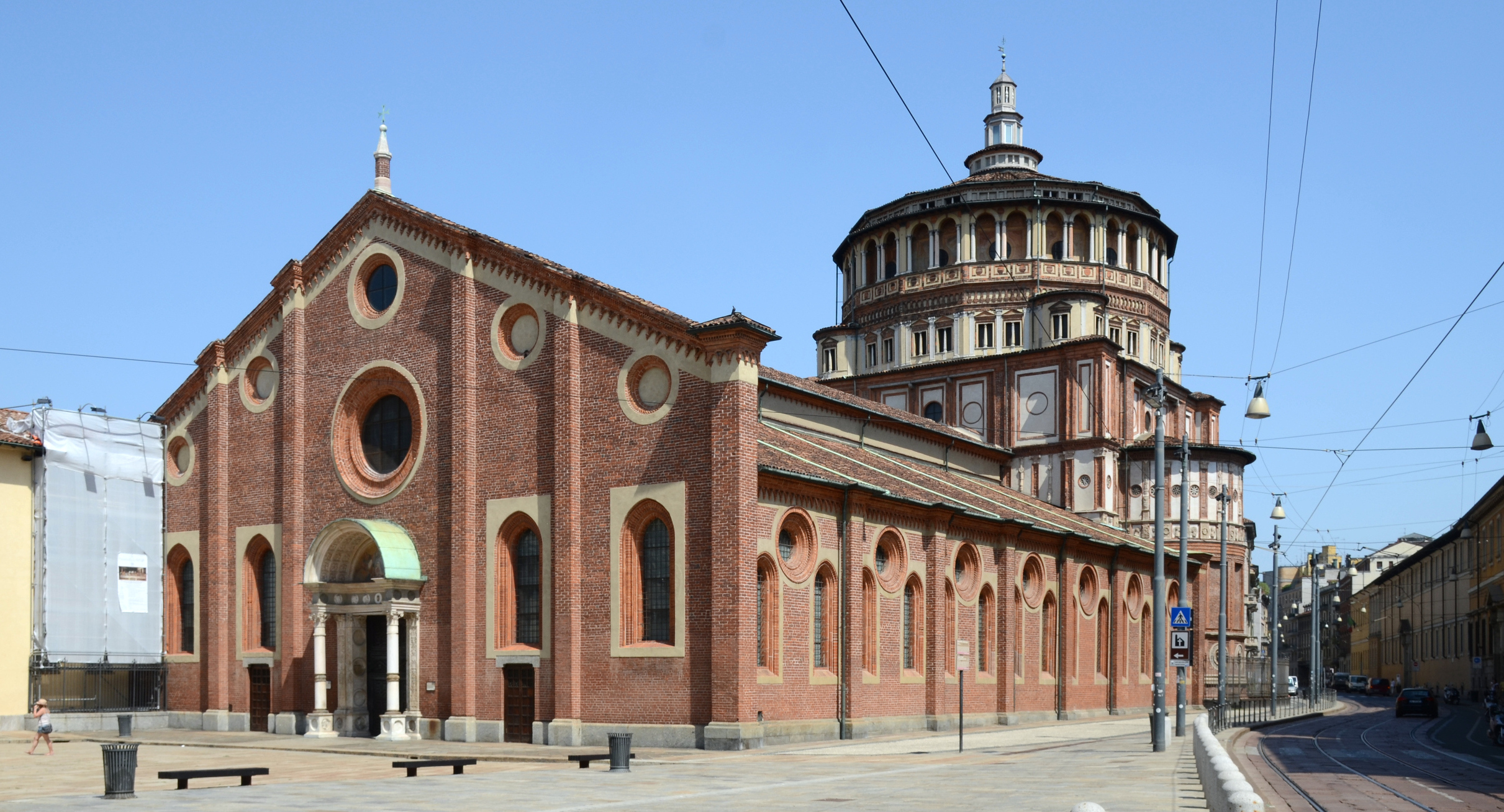
Santa Maria delle Grazie

Das letzte Abendmahl (italienisch L’Ultima Cena) des italienischen Malers Leonardo da Vinci, im deutschen Sprachraum meist nur verkürzt Das Abendmahl genannt, ist eines der berühmtesten Wandgemälde der Welt, das das historische Ereignis Abendmahl Jesu darstellt.
Das in der Seccotechnik ausgeführte Renaissancekunstwerk wurde in den Jahren 1494 bis 1497 im Auftrag des Mailänder Herzogs Ludovico Sforza geschaffen. Es schmückt die Nordwand des Refektoriums (Speisesaal) des Dominikanerklosters Santa Maria delle Grazie in Mailand und gilt als Höhepunkt in Leonardos malerischem Schaffen.

Die mittlere Lünette oberhalb des Abendmahls zeigt das von einem Girlandenkranz umgebene Wappenschild Ludovico Sforzas und seiner Frau Beatrice d’Este.

Das Bild misst 422 cm × 904 cm und zeigt Jesus mit den zwölf Aposteln, unmittelbar nachdem dieser ihnen beim letzten gemeinsamen Essen am Vorabend seiner Kreuzigung gesagt hatte: „Einer von euch wird mich verraten“ (Mt 26,21 ).
Dieses Thema wurde in der Kunst sehr häufig dargestellt. Leonardo kannte aus Florenz das Fresko Das letzte Abendmahl von Domenico Ghirlandaio, das als unmittelbarer Vorläufer angesehen wird. Das Bild Leonardos gilt als Meilenstein der Renaissance, denn es nahm wegen seiner korrekt wiedergegebenen perspektivischen Tiefe bahnbrechenden Einfluss auf die Malerei des Abendlandes.
Der Tisch und die Apostel sind an der vorderen Begrenzung des Raums angeordnet, in dem das Mahl stattfindet. Dahinter verengt sich der Raum, und die dargestellten Personen scheinen in den Raum des Refektoriums zu blicken. Das Licht, das die Szene ausleuchtet, kommt jedoch nicht aus dem dreiteiligen gemalten Fenster, sondern schräg von links wie das wirkliche Licht, das durch Fenster an der linken Wand einfällt. In diesem Bild findet man an vielen Stellen den goldenen Schnitt, zum Beispiel dort, wo die Hände Jesu und Jakobus’ des Älteren (rechts neben Jesus) auf dem Tisch liegen, wird das Bild in diesem Verhältnis geteilt.
Aus konservatorischen Gründen ist eine Besichtigung nur in kleinen Gruppen von maximal 25 Teilnehmern für jeweils 15 Minuten möglich. Das Buchen von Eintrittskarten zu festen Terminen (Zeitfenster-Tickets) ist obligatorisch und spätestens eine Woche vor dem Besuch anzumelden, um Wartezeiten zu vermeiden.

## Geschichte

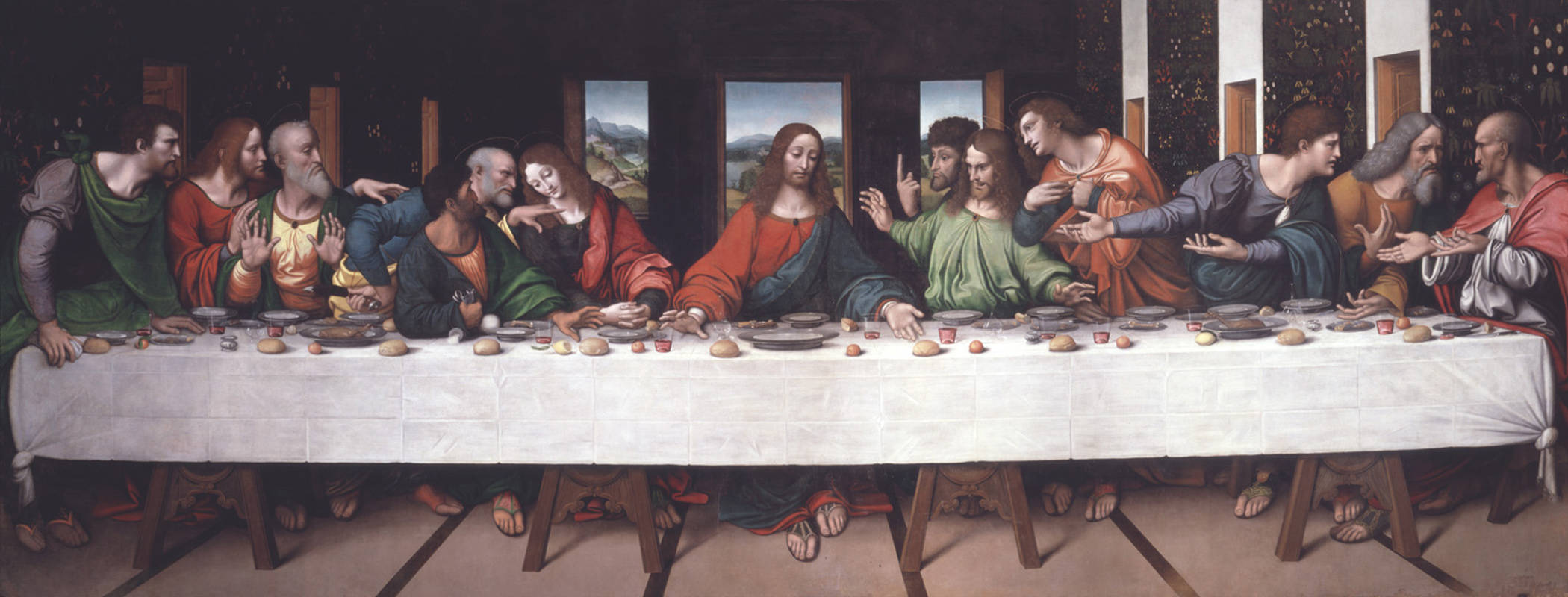
Eine Kopie Giampietrinos (um 1520, heute in der Royal Academy of Arts, London) zeigt, wie das Bild einmal ausgesehen haben mag.

Nachdem Leonardo die Arbeit am Tonmodell des Sforza-Denkmals beendet hatte, begann er – ebenfalls im Auftrage des Herzogs Ludovico Sforza – 1495 das Abendmahl im Refektorium des Klosters Santa Maria delle Grazie. Erste Ideen hatte er bereits auf einer Studie zu einer Anbetung der Könige skizziert, die eine Gruppe von Männern aus dem Gefolge der Könige an einer Tafel zeigt.
In einer Rötelzeichnung ordnete er die Jünger in Zweiergruppen und zeigte dabei noch Anlehnungen an die Abendmahlsdarstellungen Domenico Ghirlandaios und Andrea del Castagnos. Johannes ruht ebenfalls zur Linken Christi mit dem Oberkörper auf dem Tisch, und Judas sitzt von den übrigen Aposteln isoliert vor der Tafel. In einer Notiz beschrieb Leonardo die unterschiedliche Haltung der Jünger:

„Einer, der gerade trinken wollte, aber den Becher auf seinem Platz stehen ließ und den Kopf dem Erzählenden zuwandte. Ein andrer, die Finger seiner Hände verschränkend und die Stirn runzelnd, wendet sich seinem Nachbarn zu. Ein andrer, mit offenen Händen, zeigt die Handflächen, hebt die Schultern gegen die Ohren und öffnet den Mund vor Erstaunen. Ein andrer sagt seinem Nächsten etwas ins Ohr, und dieser, der lauscht, dreht sich ihm zu und schenkt ihm Gehör, in einer Hand ein Messer, in der andern das mit diesem Messer durchgeschnittene Brot. Ein andrer, mit einem Messer in der Hand, wirft beim Umdrehen mit dieser Hand einen Becher auf dem Tisch um. Ein andrer legt die Hände auf den Tisch und starrt vor sich hin. Ein andrer bläst auf seinen Bissen. Ein andrer beugt sich vor, um den Erzählenden zu sehen, und beschattet dabei mit der Hand seine Augen. Ein andrer tritt hinter den zurück, der sich vorbeugt, und schaut zwischen der Wand und dem Vorgebeugten auf den Erzählenden.“

In sorgfältigen Einzelstudien, die sich heute in Schloss Windsor befinden, bereitete Leonardo die Apostelköpfe vor und suchte nach einem geeigneten Modell für Jesus. Der Dichter Matteo Bandello, dessen Onkel der Prior des Klosters war, beobachtete Leonardo häufig beim Malen des Abendmahls und berichtet darüber Folgendes:

„Er kam oft früh zur Morgendämmerungszeit in den Konvent und ich konnte ihn bei seiner Arbeit beobachten. Eilends stieg er auf das Gerüst, arbeitete fleißig, bis ihn die Schatten des Abends zum Aufhören zwangen, und dachte nie daran, Nahrung zu sich zu nehmen, so sehr war er in seine Arbeit vertieft. Zu anderen Zeiten kam er drei oder vier Tage lang, ohne sein Bild anzurühren, und blieb nur ein paar Stunden mit verschränkten Armen davor stehen und blickte seine Figuren an, als ob er sie selbst kritisierte. Auch sah ich ihn oftmals mittags, ohne nach Schatten zu suchen, auf dem schnellsten Weg in den Konvent eilen, wenn das Glühen der Sonne im Zenit sämtliche Straßen Mailands menschenleer gemacht hatte. Er kam von der Zitadelle, wo er sein kolossales Pferd [das Sforza-Reiterstandbild] modellierte. Im Konvent brachte er ein oder zwei Pinselstriche an, um dann augenblicklich wieder zurückzugehen.“

Von der Ungeduld des Priors erzählt Vasari folgende Anekdote:

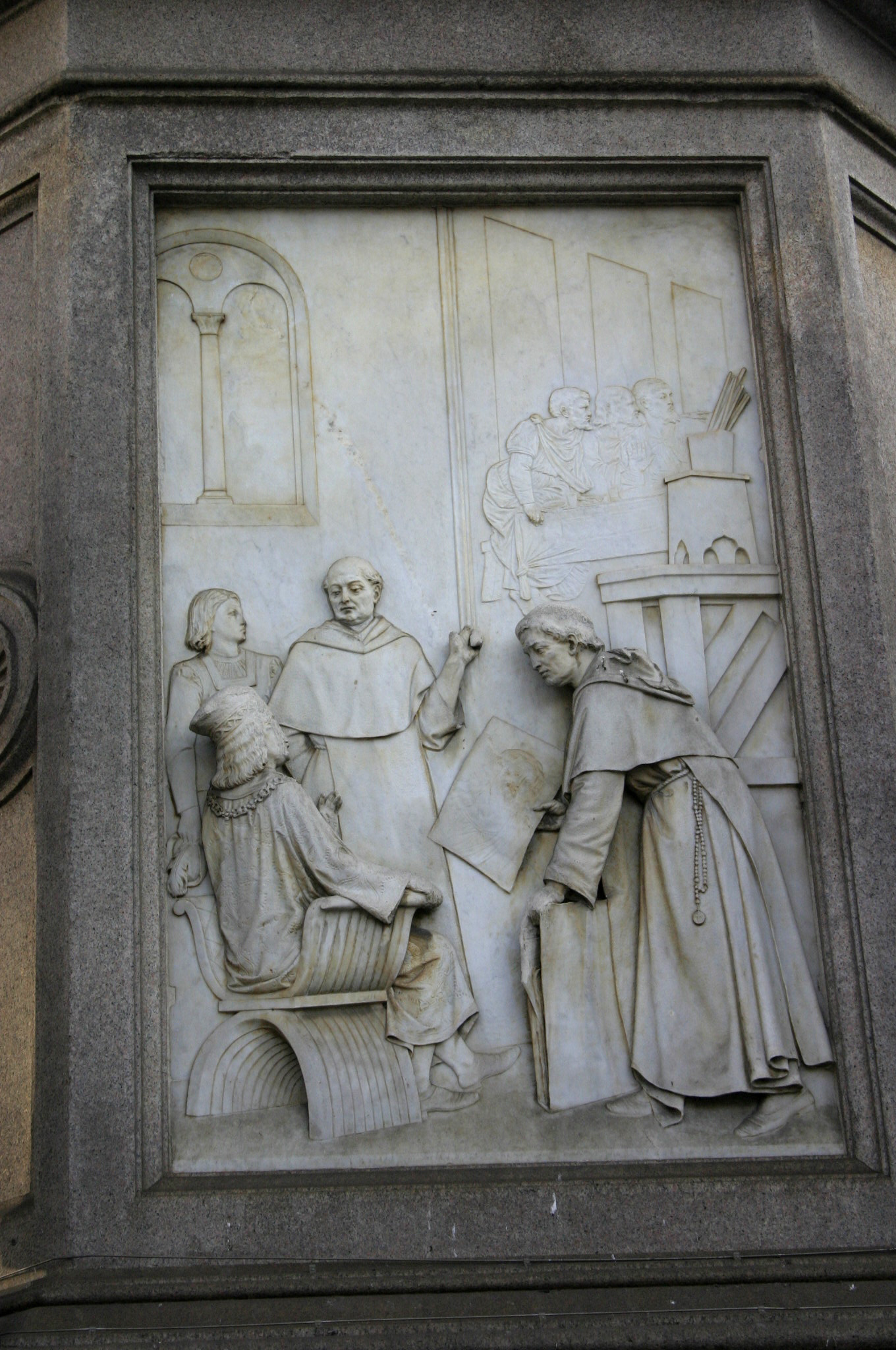
Ludovico Sforza betrachtet Leonardos Abendmahl (Detail des Denkmals auf der Piazza della Scala, Mailand, 1872)

„Man sagt, der Prior des Klosters habe Leonardo sehr ungestüm angetrieben, das Werk zu vollenden: ihm schien es seltsam, Leonardo bisweilen einen halben Tag in Nachdenken verloren zu sehen; es wäre ihm lieber gewesen wenn er, gleich Arbeiter die den Garten umhacken, den Pinsel niemals aus der Hand gelegt hätte. Da ihm nicht Genüge geleistet wurde, beschwerte er sich vor dem Herzog und drängte ihn so lange, bis dieser sich gezwungen sah, Leonardo rufen zu lassen, und ihn freundlich zur Arbeit bewegte, wobei er versicherte, er tue dies nur auf die Zudringlichkeit des Priors hin.
Leonardo kannte den klaren Verstand und den Takt des Fürsten, und deshalb entschloss er sich, mit ihm über die Sache ausführlich zu reden, was er mit dem Prior nie getan hatte. Er äußerte sich weitläufig über die Kunst und machte anschaulich, daß erhabene Geister bisweilen am meisten schaffen, wenn sie am wenigsten arbeiten, nämlich wenn sie erfinden und vollkommene Ideen ausbilden, die die Hände ausdrücken und darstellen nach jenen, die schon im Geiste konzipiert sind. Zwei Köpfe, so fügte er hinzu, wären es, die ihm noch fehlten, der von Christus, nach welchem er nicht auf Erden suchen wolle, und von dem er nicht glaube, daß seiner Einbildungskraft jene Schönheit und himmlische Anmut vorschweben könne, die der menschgewordenen Gottheit gezieme; der andere sei der des Judas, über den er nachdenke. Ihm scheine es unmöglich, passende Gesichtszüge für jenen zu erfinden, dessen trotziger Geist nach so vielfach empfangenen Wohltaten des Entschlusses fähig gewesen wäre, seinen Meister, den Erretter der Welt, zu verraten; nach diesem letzteren indes wolle er suchen, und finde er nichts Besseres, so bliebe ihm der des lästigen und taktlosen Priors gewiß.
Dies brachte den Herzog sehr zum Lachen und er gab Leonardo tausendmal recht. Der arme Prior, in Verwirrung geraten, befleißigte sich, die Arbeiten im Garten zu betreiben, Leonardo aber ließ er in Frieden; dieser führte den Kopf des Judas so trefflich zu Ende, daß er das wahre Bild des Verrates und der Unmenschlichkeit ist; das Haupt Christi dagegen blieb unvollendet.“

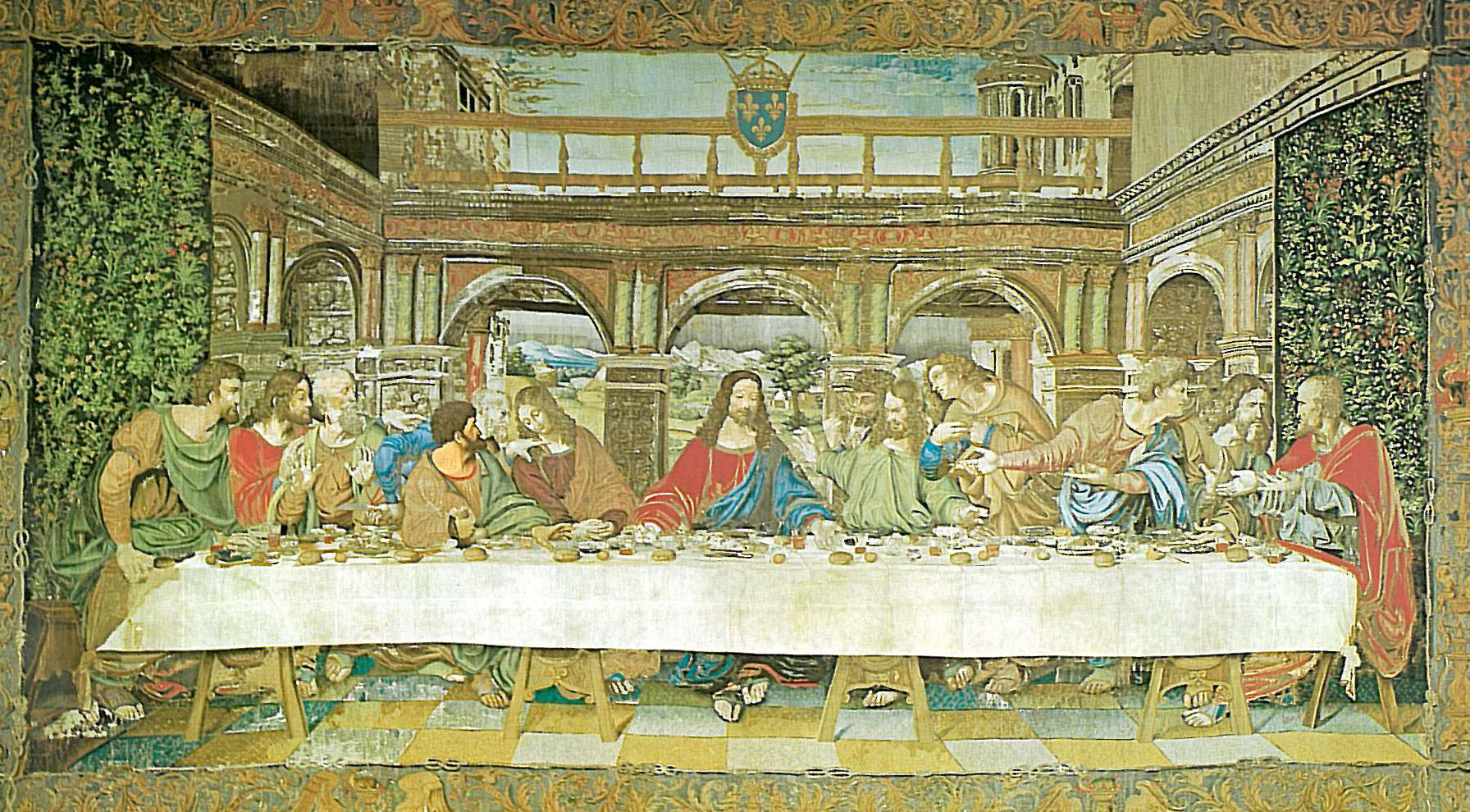
Kopie auf einem Gobelin (1533)

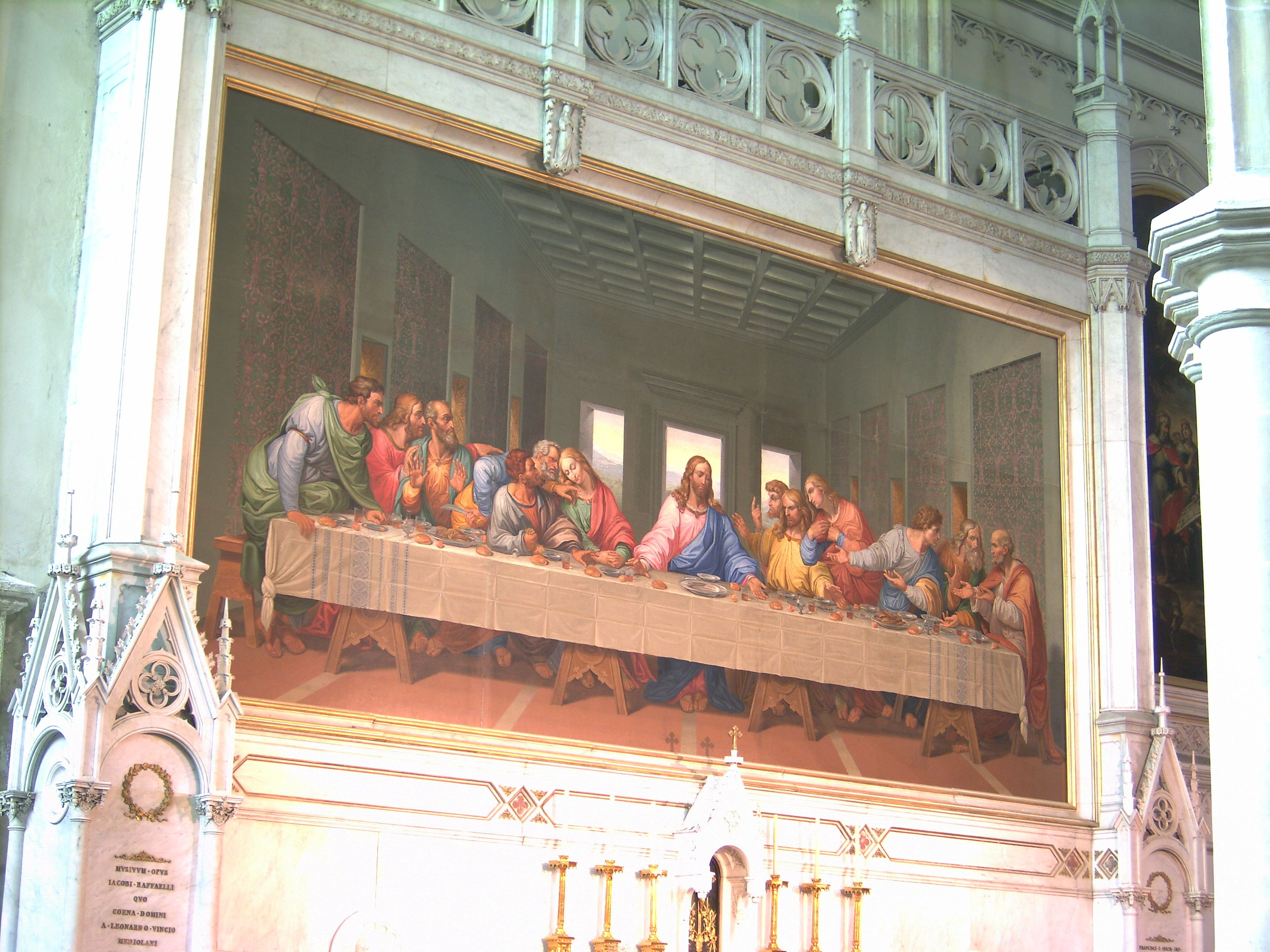
Mosaikkopie in der Wiener Minoritenkirche

Bei der Ausführung versuchte Leonardo, die Öltechnik für die Wandmalerei zu nutzen. Wegen der Feuchtigkeit der Mauer und des Gebrauchs experimenteller organischer Farben, die sich bald als Fehlgriff erwiesen, erlitt das Gemälde jedoch noch zu Lebzeiten Leonardos schwere Schäden durch feine Risse. Im Laufe der Zeit blätterte auch die Farbe über weite Flächen ab. Einer später in die Wand eingezogenen Tür fielen Jesu Füße zum Opfer, die Leonardo ursprünglich abgebildet hatte.
Der französische König Franz I. war so angetan von dem Bild, dass er es von der Wand ablösen lassen und nach Frankreich mitnehmen wollte. Doch die damit verbundenen Schwierigkeiten hatten laut Giorgio Vasari „zur Folge, daß seine Majestät die Lust verlor und es [das Bild] den Mailändern blieb“. Während der folgenden zwanzig oder dreißig Jahre wurden in Italien und Flandern zahlreiche Kopien angefertigt, die zum Teil noch erhalten sind und einen Eindruck davon geben, wie das Abendmahl ursprünglich ausgesehen haben mag. Als der Dauphin von Frankreich, der spätere Heinrich II., im Jahr 1533 Caterina de’ Medici heiratete, sandte König Franz I. einen großen Gobelin mit einer Kopie von Leonardos Abendmahl, der heute im Vatikan zu sehen ist. Der Gobelin ist reichhaltig verziert und zeigt im Hintergrund eine komplizierte Architektur im italienisierenden Stil, wie er in Frankreich damals üblich war.
Napoleons Besatzungstruppen machten das Refektorium dann zu einem Pferdestall. Napoléon ließ auch eine Mosaikkopie in Auftrag geben, die jedoch erst nach seinem Sturz beendet wurde und von seinem Schwiegervater Kaiser Franz I. gekauft wurde. Für ihren ursprünglich vorgesehenen Aufstellungsort im Belvedere erwies sie sich als zu groß, so dass sie letztlich in die Wiener Minoritenkirche kam.
Im Jahr 1943 überstand das Gemälde Leonardos einen Bombenangriff, der die Südwand des Refektoriums in Mailand zum Einsturz brachte. Das Abendmahl blieb unversehrt, da es von den Brüdern des Klosters mit Sandsäcken geschützt worden war.

## Restaurierungen
Das Abendmahl wurde mehrfach restauriert, vor allem durch Bellotti (1726), Mazza (1770) und Berezzi (1819). Erst im 20. Jahrhundert gelang es, mit modernen Techniken den Verfall des Bildes aufzuhalten. Die Restauratorin Giuseppina (genannt Pinin) Barcilon Brambilla arbeitete an der Restaurierung zwanzig Jahre bis zum Abschluss 1999, unterstützt und kritisch begleitet vom zuständigen Mailänder Soprintendenten Carlo Bertelli und dem Kunsthistoriker Renzo Zorzi. Der Kunsthistoriker James Beck äußerte sich negativ, ohne die Restaurierung gesehen zu haben, und auch der Kunsthistoriker Cesare Brandi, in Italien als Autorität angesehen, gehörte anfangs zu vielen Skeptikern und Gegnern der Restaurierung, ließ sich dann aber nach einem Besuch auf der Baustelle von der Arbeit Brambillas überzeugen.
1980 wurde die Kirche gemeinsam mit dem Gemälde von der UNESCO zum Weltkulturerbe erklärt.

## Dargestellte

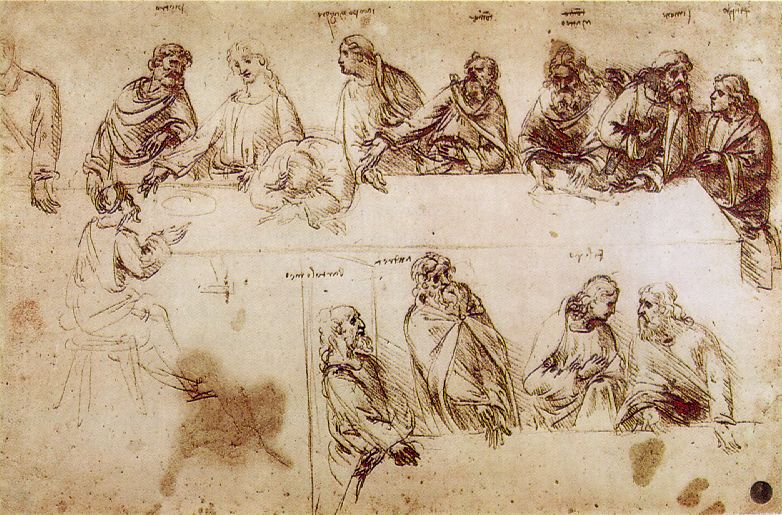
Studien Leonardos

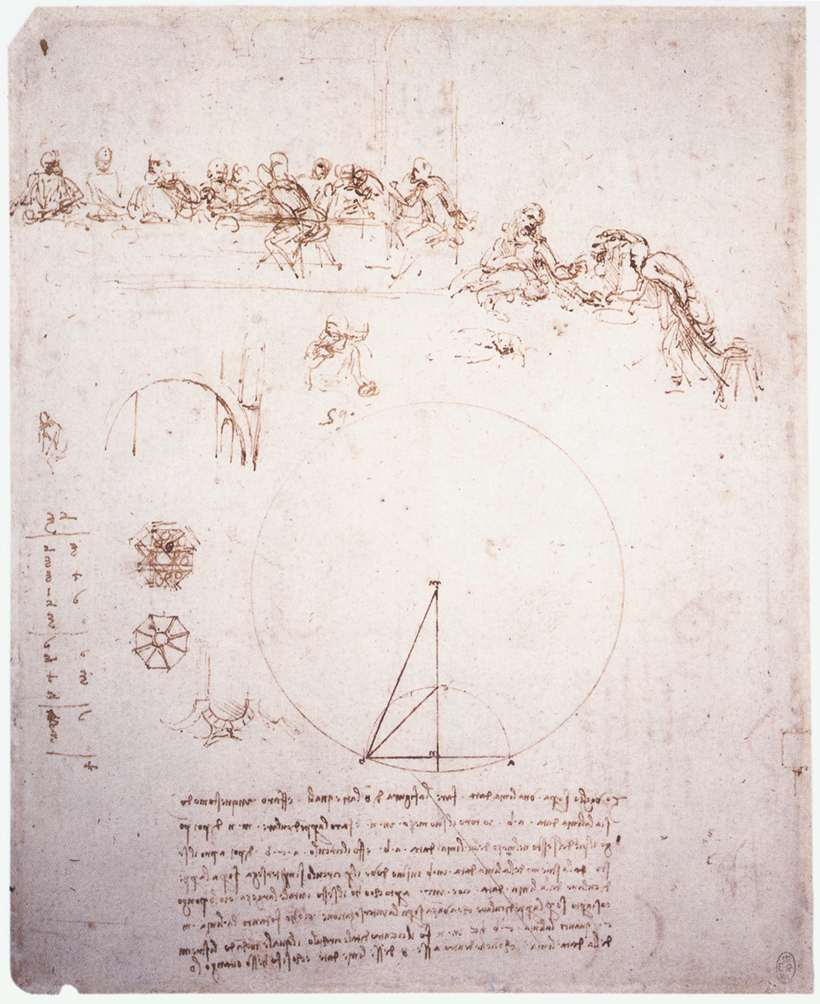
Entwurfsskizze zum Abendmahl, um 1495

Leonardos Komposition dieses traditionellen kirchlichen Themas ist lebhafter oder bewegter als frühere Werke. Er verzichtet auf Heiligenscheine und die bildhafte Isolierung des Verräters Judas. Er gruppiert die Apostel in vier Teileinheiten, die auf unterschiedliche Weise auf seine Enthüllung „Einer von euch wird mich verraten“ reagieren.

### Bartholomäus, Jakobus der Jüngere und Andreas
Bartholomäus, Jakobus der Jüngere und Andreas bilden am linken Rand eine Dreiergruppe, die die Überraschung des Moments ausdrückt.
1. Bartholomäus (wahrscheinlich identisch mit „Nathanael“ aus dem Johannesevangelium) – blaues Gewand (ganz links). Er soll der Legende nach in Indien, Mesopotamien und Armenien gepredigt haben, wo er auch das Martyrium erlitten haben soll. Astyages soll den Befehl gegeben haben, ihm bei lebendigem Leibe die Haut abzuziehen und ihn anschließend kopfunter zu kreuzigen. Bartholomäus stützt sich auf den Tisch und ist empört.
2. Jakobus, der Sohn des Alphäus, Bruder des Thaddäus, auch „Jakobus der Jüngere“ – rotes Gewand (2. v. l.). In der Kirchengeschichte wurde Jakobus, der Sohn des Alphäus, auch mit Jakobus dem Kleinen und mit Jakobus, dem Bruder Jesu gleichgesetzt. Jakobus der Kleine wird in der Bibel nur einmal erwähnt (Mt 27,56), und zwar als Sohn einer Jüngerin Jesu namens Maria und Bruder eines Joses. Jacobus bleibt scheinbar gelassen, doch ist er starr vor Schreck.
3. Andreas, Bruder des Simon Petrus – gelbes Gewand (3. v. l.). Andreas sei zuerst ein Jünger Johannes des Täufers gewesen, der ihn dann an Jesus wies, worauf er auch seinen Bruder Simon zu Jesus führte mit der Botschaft „Wir haben den Messias gefunden“ (Joh 1,35-42). Daher kommt sein traditioneller Beiname „der Erstberufene“. In den Apostellisten erscheint Andreas immer unter den ersten vier Aposteln. Andreas zieht auf diesem Bild seine Schultern hoch und wehrt mit den Händen ab, die besagen: „Aber ich doch nicht!“

Bartholomäus, Jakobus der Jüngere und Andreas
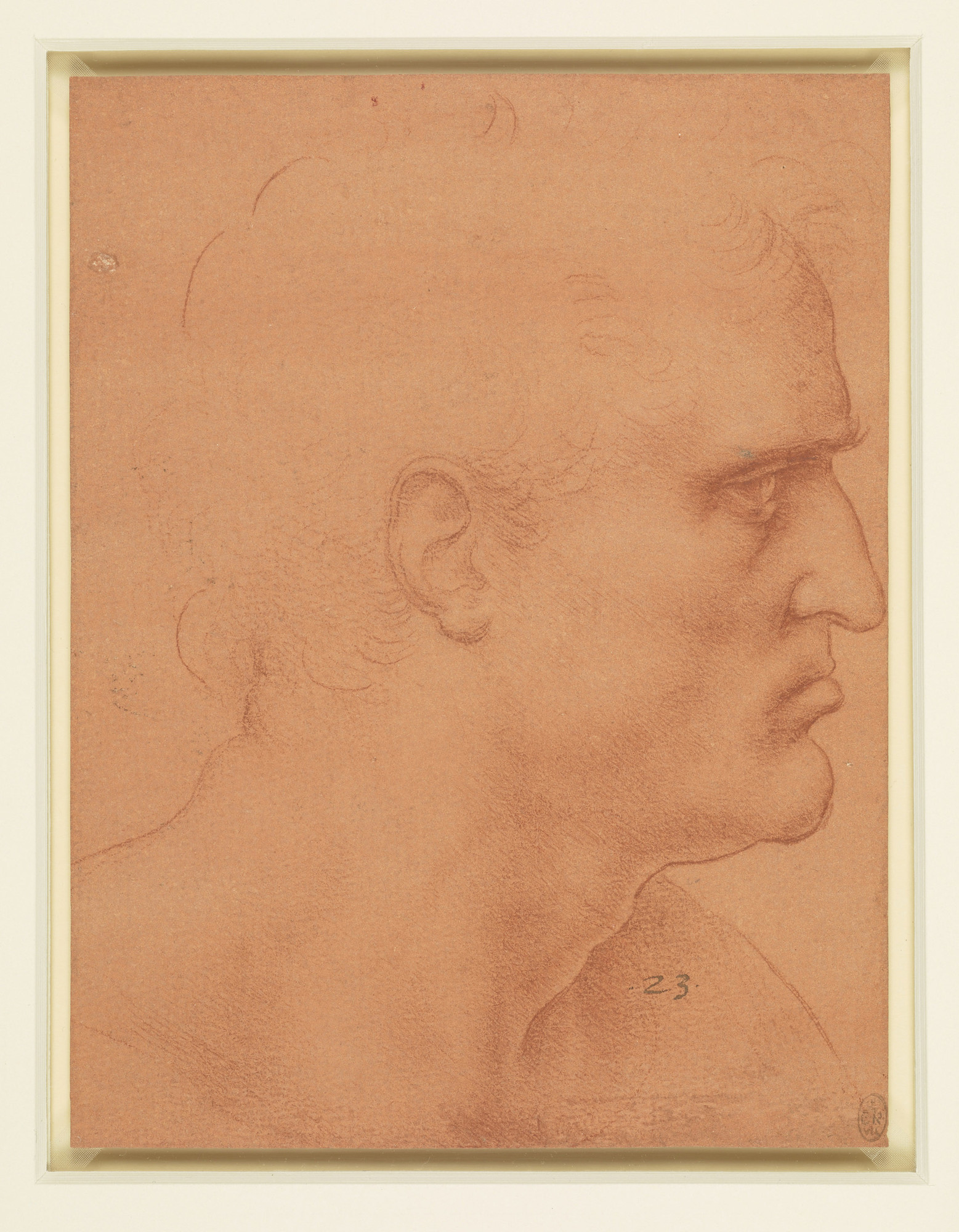
Studie für den Bartholomäus
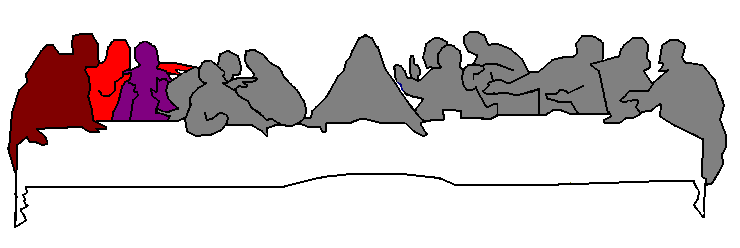
Bartholomäus, Jakobus der Jüngere und Andreas
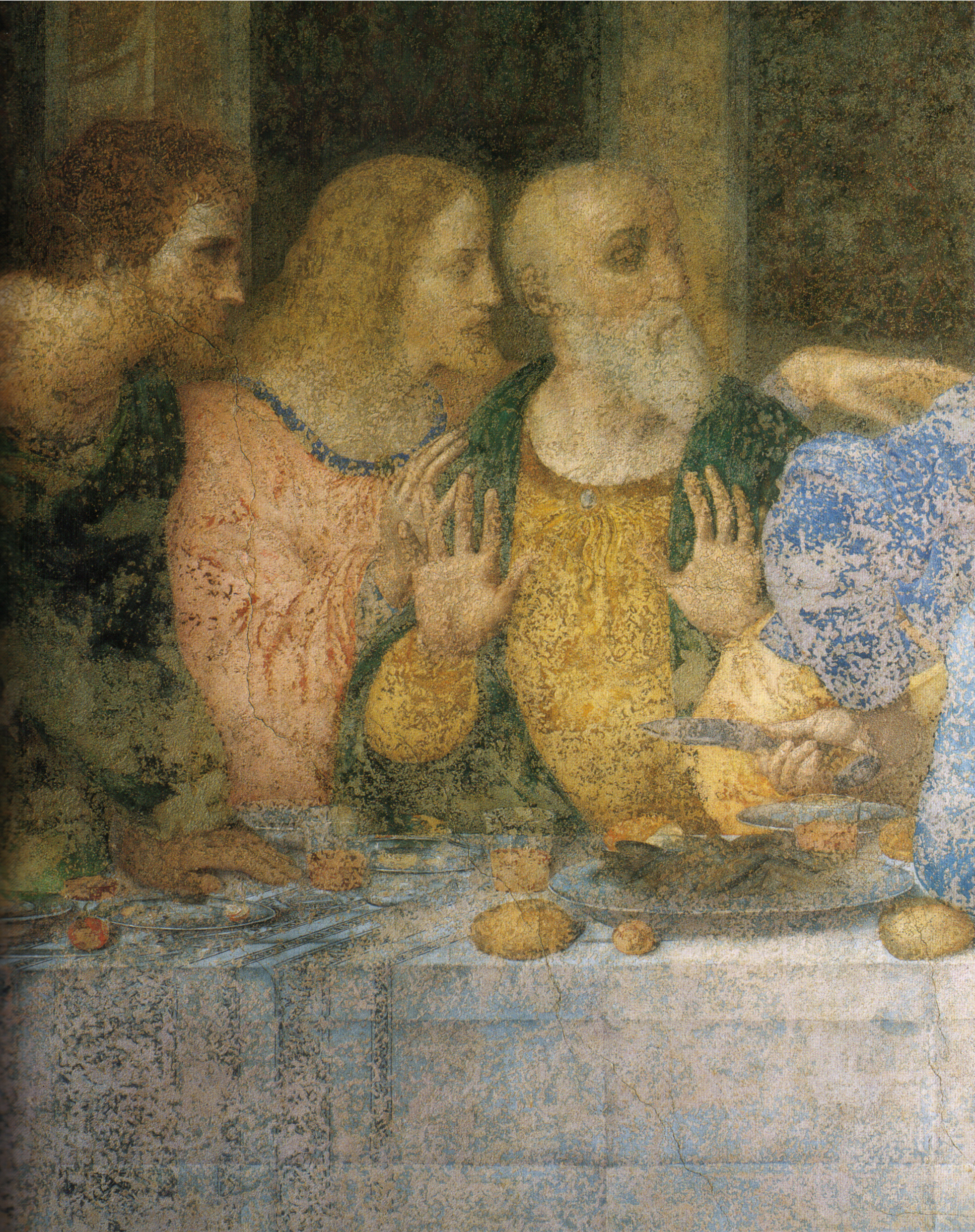
Bartholomäus, Jakobus der Jüngere und Andreas

### Judas, Petrus und Johannes
Petrus beugt sich zu Jesu Lieblingsjünger Johannes, der den Kopf beugt, während sich der Verräter Judas von beiden distanzierend abwendet.
1. Judas Iskariot sitzt im Halbschatten – erkennbar am Geldsäckchen. Vielleicht drückt die angedeutete Drehung Distanzierung aus. Nach allen vier Evangelien soll er in Jerusalem Jesu Festnahme im Garten Getsemani durch die im Sanhedrin führenden Gruppen ermöglicht haben mit der Folge, dass Jesus von diesen an die Römer ausgeliefert und gekreuzigt wurde. Er galt den Urchristen daher als derjenige, der Jesus verriet (Mk 3,19 EU). Judas sitzt im Unterschied zu konventionellen Darstellungen an derselben Tischseite wie die übrigen Jünger. Während die Jünger bestürzt diskutieren, verharrt er unbeweglich. Judas ist platziert zwischen dem aufbrausenden Petrus und dem sanften Johannes. Sein Blick geht über das Haupt Jesu hinweg. Über das Modell für den Judas hat der österreichische Schriftsteller Leo Perutz den Roman Der Judas des Leonardo (postum, 1959) geschrieben: Leonardo da Vinci möchte nach vierzehn Jahren endlich sein Gemälde vollenden, doch es fehlt ihm das Modell für den Kopf des Judas, denn er sucht nach „dem allerschlechtesten Menschen in ganz Mailand“. Er findet schließlich den böhmischen Kaufmann Joachim Behaim, der nach acht Jahren noch einmal nach Mailand zurückkehrt und sich wundert, dass die Leute über ihn lästern, bis er das Abendmahl ansieht und feststellt, dass Judas sein Gesicht hat.
2. Simon Petrus (4. v. links; spricht zu Johannes). Nach allen Evangelien lautete sein Name Simon. Paulus von Tarsus dagegen nannte ihn stets Kephas ohne Vornamen. Dieser Ausdruck ist eine Gräzisierung des aramäischen Wortes kefa כיפא, griechisch übersetzt πετρος (petros), latinisiert Petrus. Es bedeutet in beiden Sprachen gewöhnlich „Stein“. Diesen Beinamen soll Jesus persönlich Simon verliehen haben; wo und wann er dies tat, überliefern die Evangelien unterschiedlich. Mt 16,18 EU erklärt den Beinamen mit Jesu Zusage an Petrus: „Auf diesen Felsen will ich meine Kirche bauen.“ Petrus ist begierig zu erfahren, wer der Verräter sein wird.
3. Johannes (6. v. l.) sitzt an Jesu rechter Seite. Johannes wird in der kirchlichen Tradition mit dem „Lieblingsjünger“ Jesu aus dem Johannesevangelium identifiziert. Er stand als einziger Jünger unter dem Kreuz. Johannes ist mit sich im Reinen, denn er weiß, dass niemand ihn verdächtigen wird. So sitzt er still da und betrauert das Geschehen. Allerdings gibt es auch Interpretationen, die besagen, dass es sich bei der Darstellung des Johannes um Maria Magdalena handle. Diese Interpretation fußt auf dem Argument, dass man den Brustansatz erkennen könne, wenn man das Bild vergrößere.

Judas, Petrus und Johannes bzw. Maria Magdalena
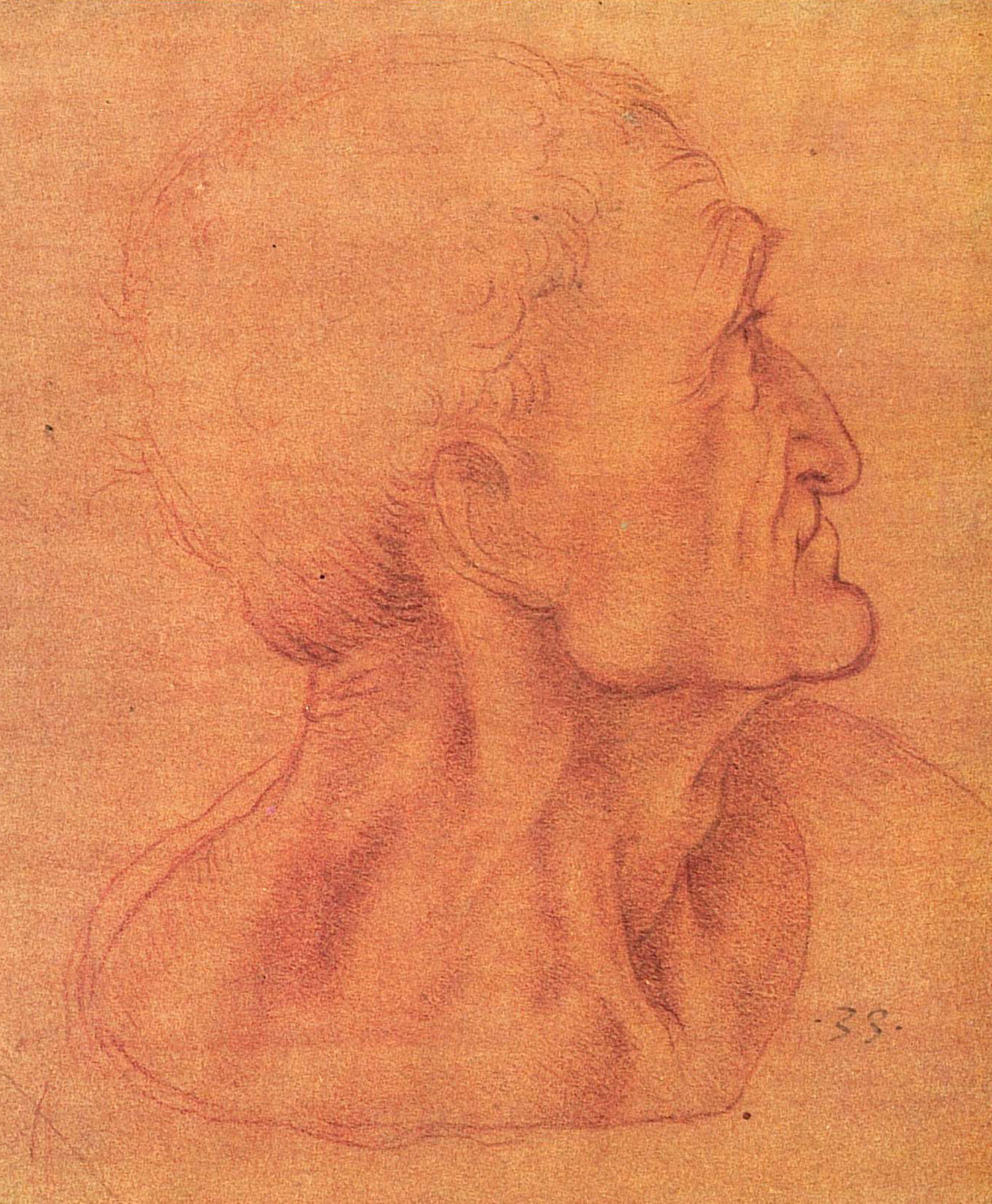
Studie für den Judas
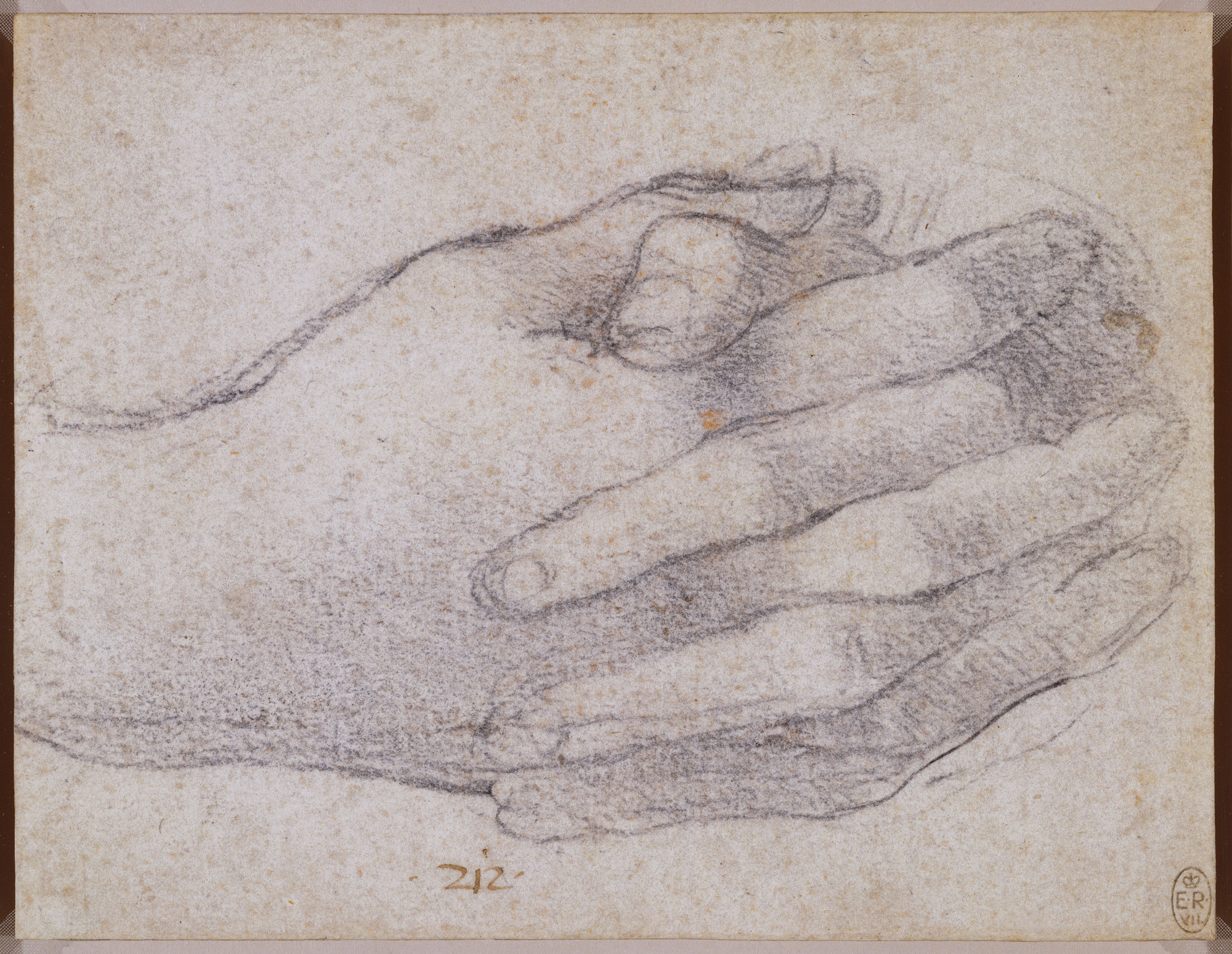
Studie für die gefalteten Hände des Johannes
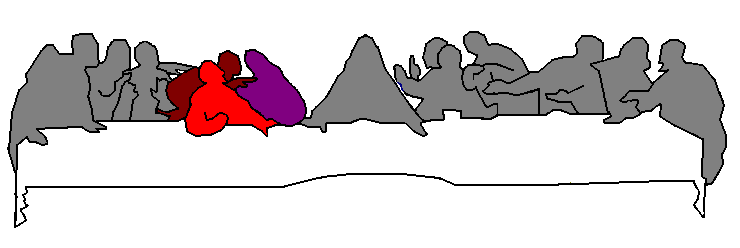
Positionierung der Apostel Judas, Petrus und Johannes
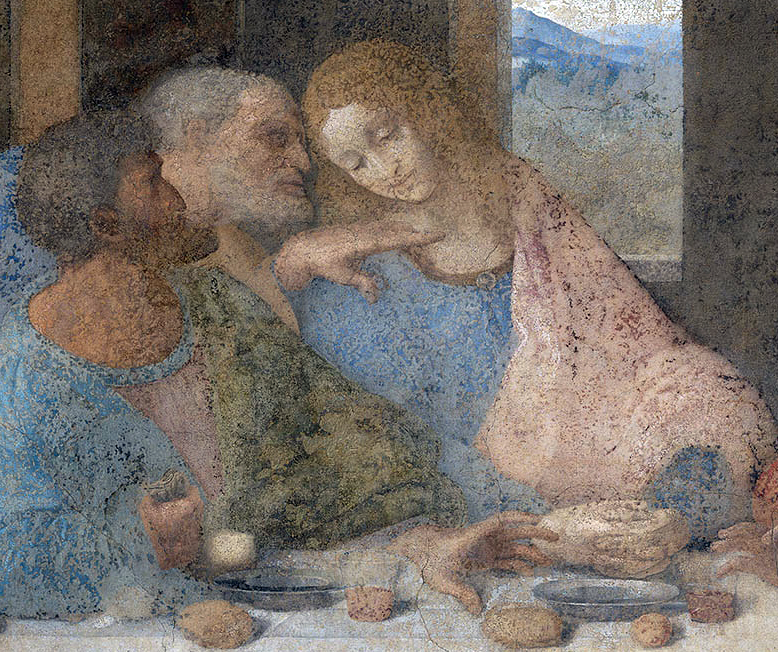
Judas, Petrus und Johannes

### Jesus
Jesus (mit rotem Gewand und blauem Überwurf) scheint in Richtung seiner nach oben gedrehten linken Handfläche zu blicken. Die rechte Hand liegt auf dem Tisch. Durch die Zentralperspektive und den Lichteinfall wird Jesu Bedeutung klar hervorgehoben. Die rechte Hand ist tätig-schöpferisch gezeichnet, die linke Hand nach oben geöffnet empfangend-darbringend dargestellt,.

Jesus
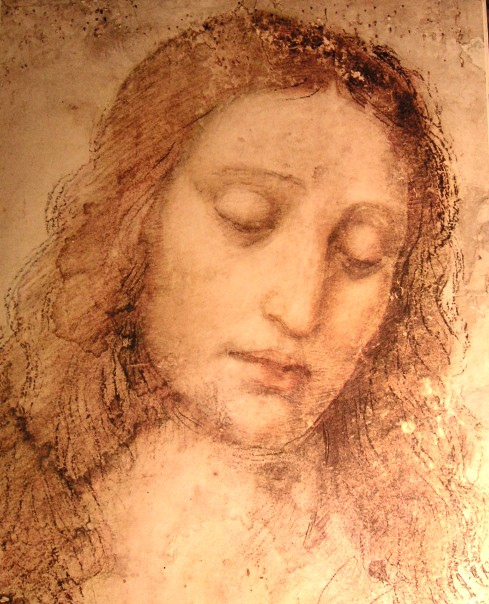
Studie für den Jesus
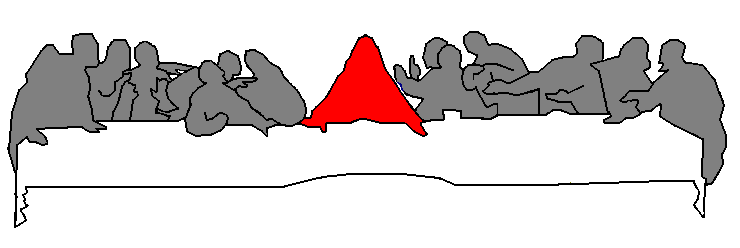
Jesu Positionierung
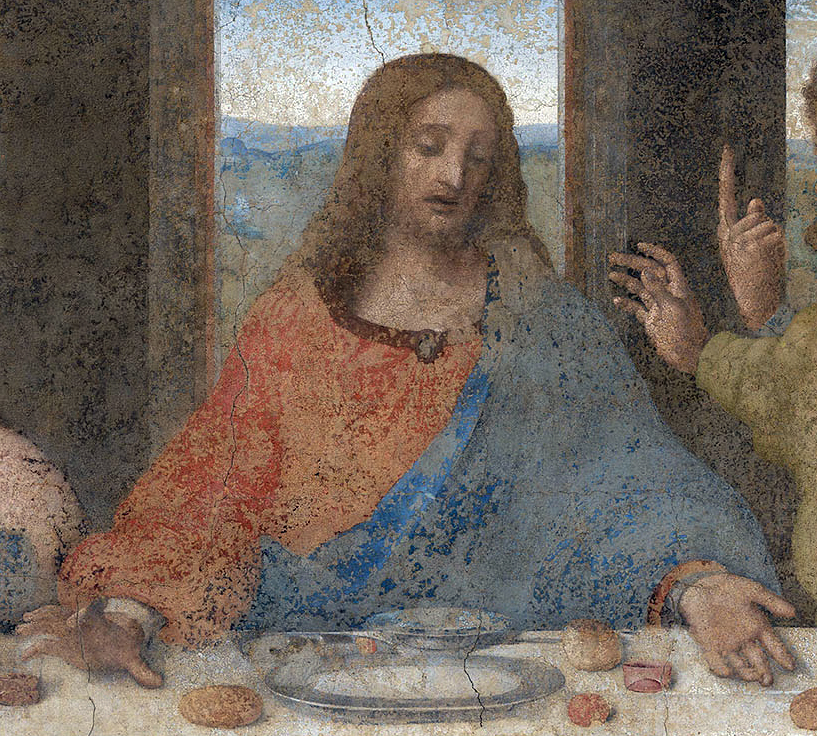
Jesus ruhig inmitten der aufgeregten Jünger

### Thomas, Jakobus der Ältere und Philippus
Thomas, Jakobus der Ältere und Philippus drücken mehr Zorn und Fragen aus. Jakobus breitet seine Arme aus und bildet dadurch eine Barriere, die den fragenden Gesten von Thomas (mit erhobenen Zeigefinger) und Philippus (beide Hände zeigen auf seine Brust) Einhalt gebietet.
1. Thomas, auch „Didymos Judas Thomas“. Der Name Thomas stammt aus dem Aramäischen und bedeutet „Zwilling“. Deshalb wird Thomas in der Bibel auch „Didymus“ (griechisch didymos, δίδυμος) genannt. Nach der Überlieferung ist er der „ungläubige Thomas“, weil er an der Auferstehung Jesu zunächst zweifelte, bis er selbst die Wundmale des Auferstandenen sehen und berühren durfte. Thomas zeigt zum Himmel, als wollte er sagen: „Wehe dem Verräter!“
2. Jakobus, der Sohn des Zebedäus, oder Jakobus der Ältere (sitzt von Jesu aus betrachtet direkt an seiner linken Seite). Er soll der Apostel gewesen sein, der nach der Himmelfahrt Jesu auf der Iberischen Halbinsel predigte. Er breitet seine Arme aus und bildet dadurch eine Barriere zu Jesus.
3. Philippus – rotes Gewand (4. v. r., gerade aufgesprungen). Philippus wurde von Jesus direkt berufen, ihm nachzufolgen (Johannes 1,43). Er ist es, der das Erlebte dem Nathanael weitererzählte. Philippus ist tief betroffen und kann nicht glauben, dass das Prophezeite wirklich geschieht.

Thomas, Jakobus der Ältere und Philippus
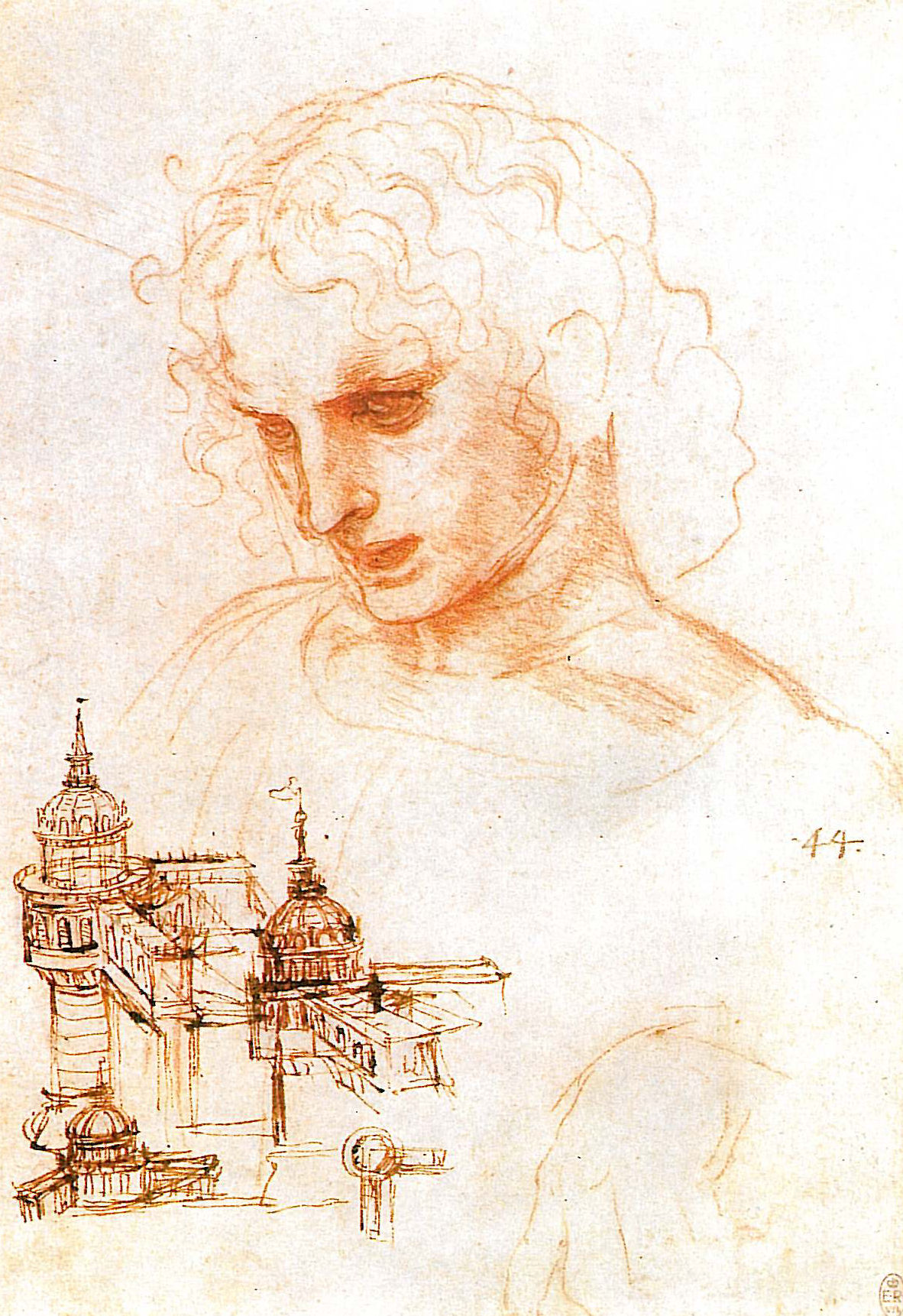
Studie für den Jakobus den Älteren
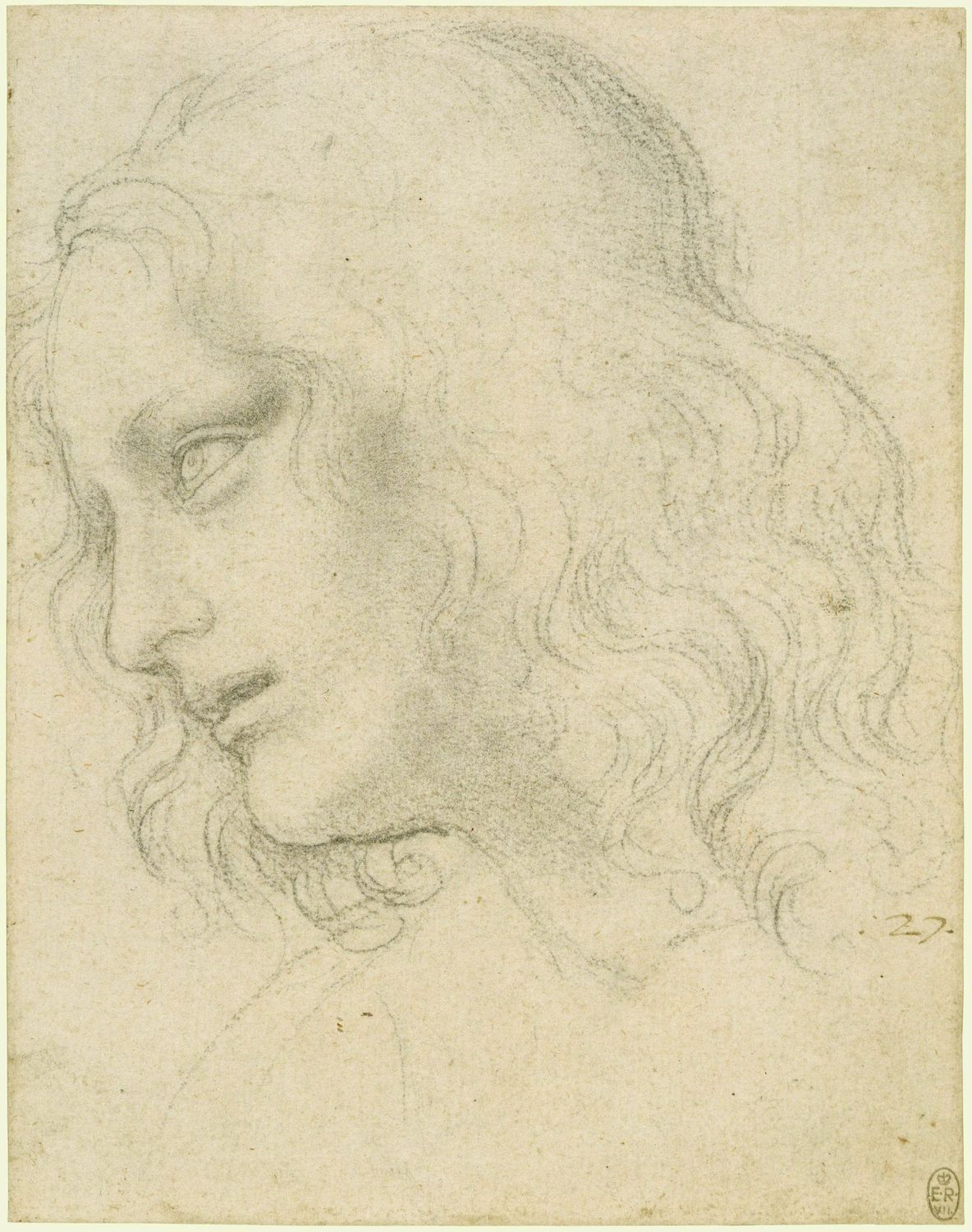
Studie für den Philippus
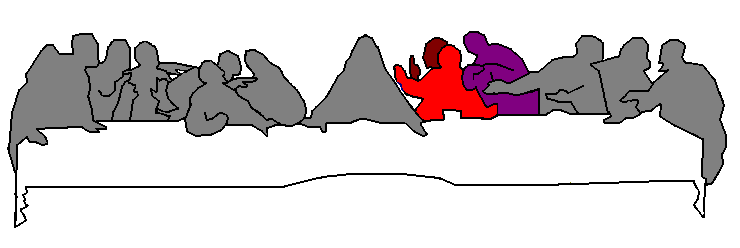
Positionierung der Apostel Thomas, Jakobus der Ältere und Philippus
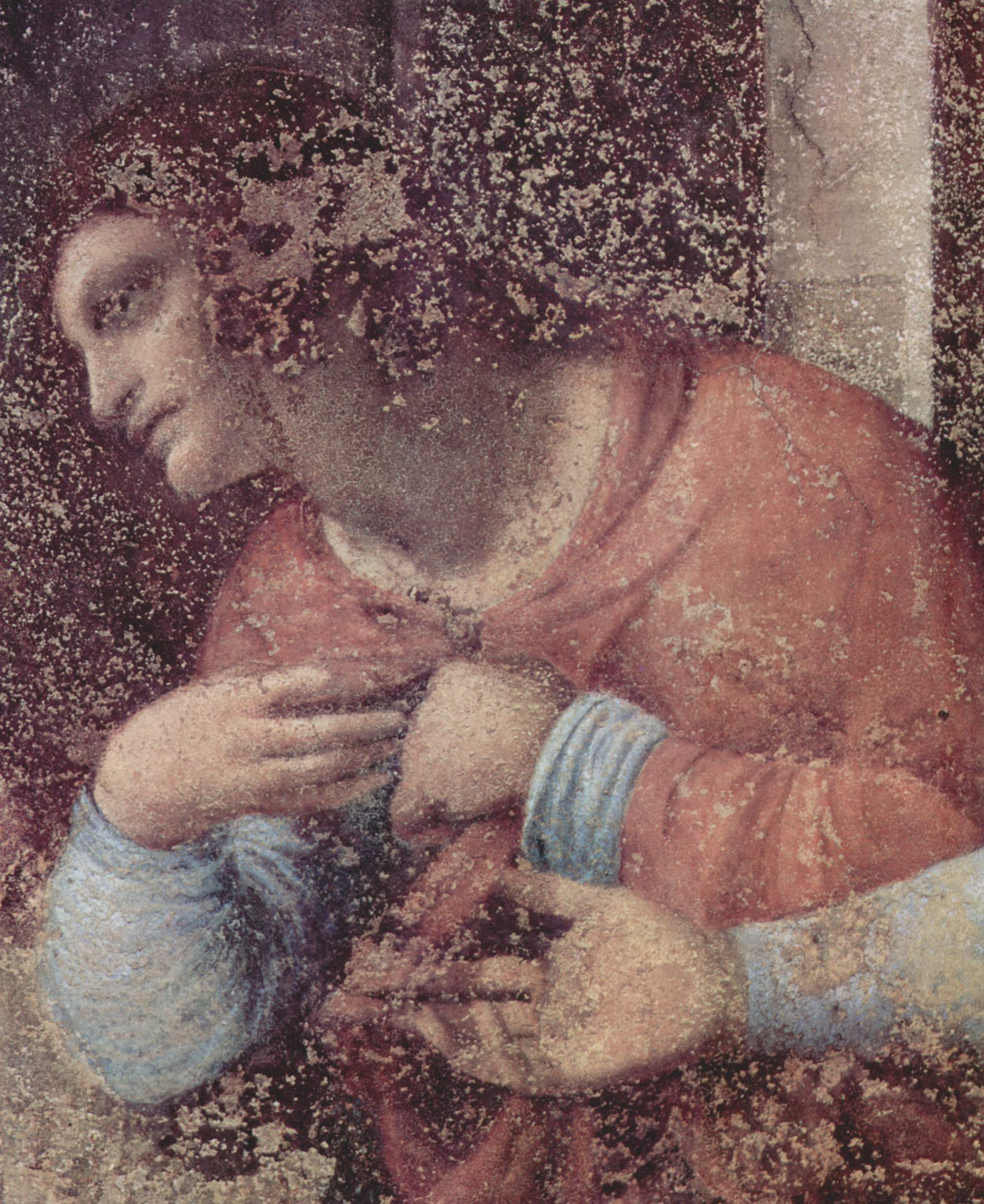
Philippus

### Matthäus, Thaddäus und Simon Zelotes
Matthäus und Thaddäus wenden sich fragend zu dem ganz rechts sitzenden Simon aus Kanaan. Sie debattieren die Enthüllung Jesu, wobei ihre Gesten die Erschütterung verstärken.
1. Matthäus, der (ehemalige) Steuerpächter und spätere Evangelist (Identität mit dem Evangelisten Matthäus ist aber nicht nachweisbar) – (3. v. r.). Nach alter kirchlicher Überlieferung soll Matthäus als erster sein Evangelium in hebräischer Sprache verfasst haben. In seinem Katalog der Kirchenschriftsteller sagt Hieronymus (347–419 n. Chr.) dazu: „Matthäus, der auch Levi ist und der von einem Zöllner zu einem Apostel wurde, und zwar als erster aller Evangelisten, verfasste ein Evangelium von Christus in Judäa in der hebräischen Sprache und in hebräischen Schriftzeichen zum Nutzen derjenigen aus der Beschneidung, die geglaubt hatten“ … Matthäus fragt Simon: „Kann es stimmen, was uns Jesus gerade gesagt hat?“
2. Thaddäus, dessen Bruder, auch Judas Thaddäus – (2. v. r.). Die Person Thaddäus ist im Zwölferkreis nach den Quellen nicht eindeutig zu identifizieren und hat zu Spekulationen Anlass gegeben. Er wird auch mit Simon Zelotes identifiziert. Als Kirchenpatrone tauchen beide oft gemeinsam als „Sankt Simon und Judas“ auf. Thaddäus traut seinen Ohren nicht und fragt Simon, was es mit der Prophezeiung wohl auf sich habe.
3. Simon Zelotes Kanaanäus – weißes Gewand (ganz rechts). Seinen Beinamen Zelotes, im aramäischen „Kananäu“, im Deutschen „der Eiferer“, erhielt er wohl aufgrund seiner ursprünglichen Zugehörigkeit zur radikalen Zelotenpartei, die sich zum Ziel setzte, die Römer gewaltsam aus Israel zu vertreiben. Im Neuen Testament der Bibel erscheint nur sein Name und Beiname, und das auch nur in den Apostellisten; sonstige Details über ihn fehlen vollständig. Nach der Kreuzigung Christi verkündete Simon der Überlieferung nach das Evangelium in Babylonien und Persien, wo er auch zusammen mit Judas Thaddäus den Märtyrertod erlitten haben soll. Simon versucht das Unfassbare zu begreifen.

Matthäus, Thaddäus und Simon Zelotes
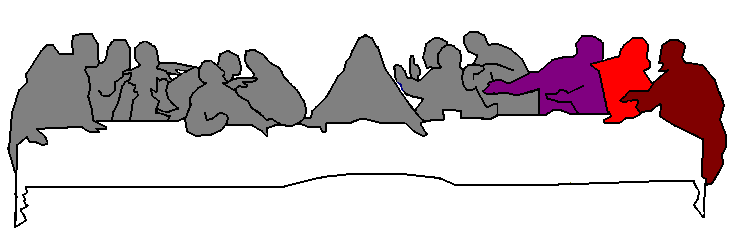
Positionierung der Apostel Matthäus, Thaddäus und Simon Zelotes
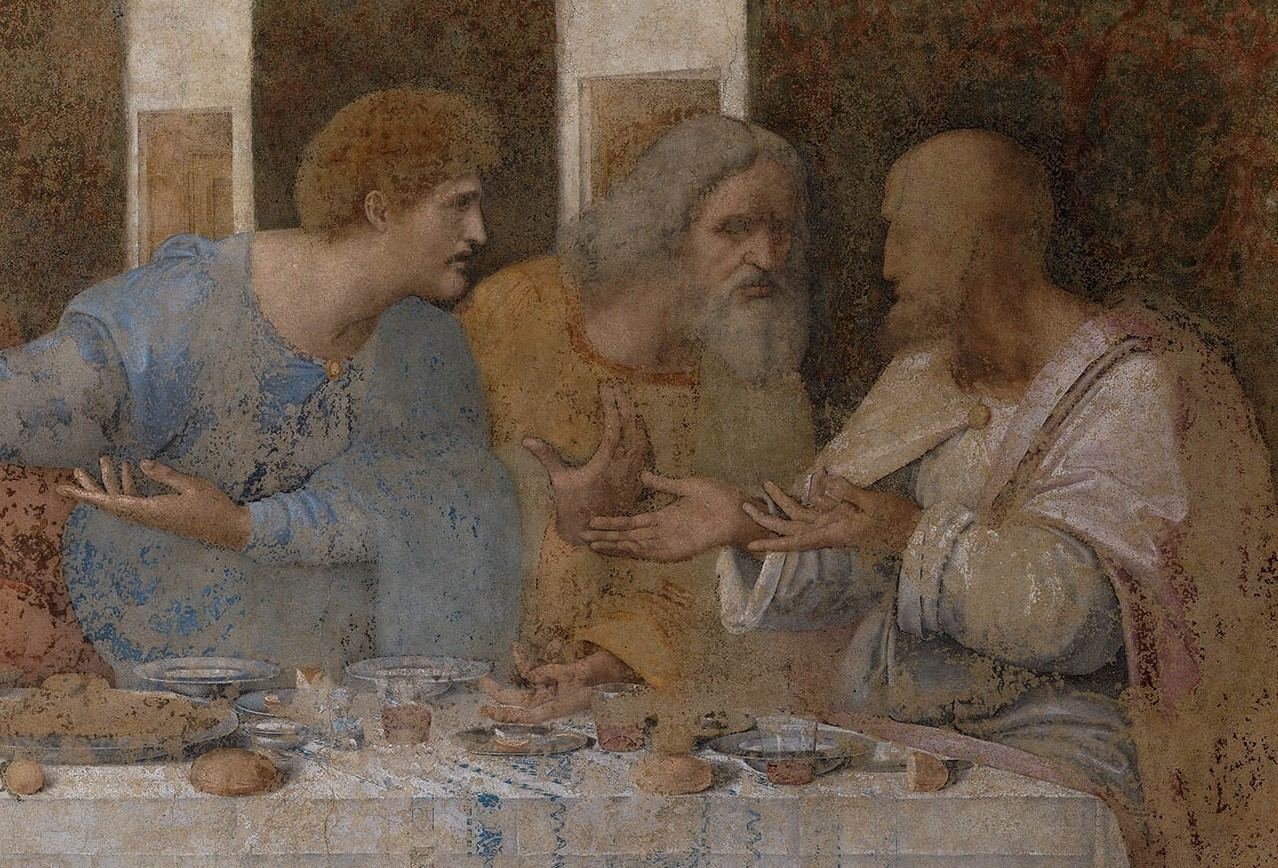
Matthäus, Thaddäus und Simon Zelotes

## Die Perspektive

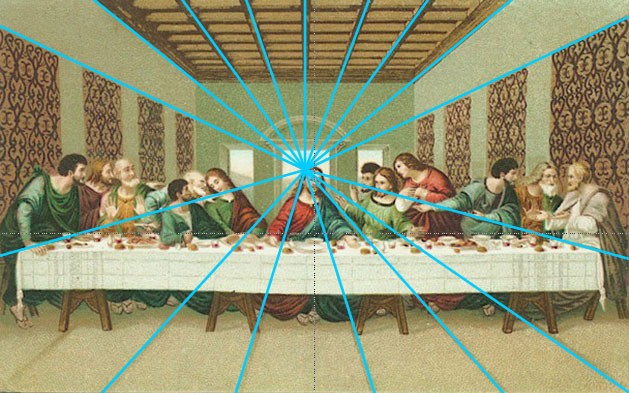
Bildlich dargestellte Fluchtpunktlinien

Leonardo da Vinci äußerte sich im Codex Madrid folgendermaßen zur Perspektive:

„[…] ein Auge, das eine Wandmalerei betrachtet, versetzt sich immer in die Mitte des Bildes. Für sich ist die Perspektive, die eine gerade Wand bietet, falsch, wenn sie nicht der Standort des betrachtenden Auges korrigiert, indem er die Wand perspektivisch verkürzt zeigt.“

In der Geschichte perspektivischer Darstellungsweisen vollzog sich im 15. Jahrhundert der Sprung vom Gebrauch handwerklicher Regeln und Erfahrungen zur Anwendung mathematisch fundierter Konstruktionssysteme – das Abendmahl Leonardos ist das Paradebeispiel.
Leonardo schreibt selbst über die Perspektive des Abendmahls:

„Wenn man ganz nahe vor dem Abendmahl steht, der Christusfigur gegenüber, erscheinen die seitlichen Teile zwangsläufig verkleinert im Verhältnis zur Mitte des Freskos, die einem näher ist. Wenn, wie wir gesehen haben, die traditionelle – flache – Perspektive die äußersten Seiten des Bildes über Gebühr vergrößert darstellt, so werden sie dafür vom Auge des Betrachters verkleinert, sobald es sich in der Mittelachse befindet; und es lässt sich unschwer zeigen, dass diese beiden Verzerrungen einander aufheben, gesetzt den Fall der Betrachter befindet sich genau an der Spitze der Sichtpyramide, deren Schnitt das Gemälde bilden soll, was der Dritten der vorhin angeführten Voraussetzungen entspricht. In allen anderen Fällen geschieht es, dass die Verzerrungen der flachen Perspektive und die Verzerrungen, welche die kugelförmige, (Leonardos) natürliche Perspektive der wahrgenommenen gemalten Oberfläche aufzwingt, sich summieren oder einander überlagern, anstatt sich aufzuheben; und das Bild erscheint somit monströs.“

Es handelt sich bei der im Abendmahl angewendeten Perspektive um eine Zentralperspektive, wie sie heute noch verwendet wird. Wie der Name bereits andeutet, definiert sich diese Abbildungsart einer dreidimensionalen Welt auf eine Fläche durch das Vorhandensein eines Projektionszentrums, auch Augpunkt genannt. Bei dem Augpunkt handelt es sich um den Standpunkt des Betrachters. Dieser Augpunkt befindet sich beim Abendmahl nachweislich in der Schläfe der Christusfigur (das ist bei den letzten Restaurierungsarbeiten festgestellt worden – man hat das Loch eines Nagels gefunden,) das heißt, das von Leonardo da Vinci festgelegte Zentrum des Bildes ist die Schläfe der Christusfigur und gleichzeitig der Punkt, in dem sich alle (perspektivischen) Strahlen treffen. Da Vinci hat die Strahlen mittels eines Nagels und gespannter Schnüre ermittelt. Ladwein formuliert die These, dass die Gesamtkomposition des Bildes mit den Linien der Zentralachse einen kreuzförmigen Heiligenschein um das Haupt Jesu andeute.
Die Computerkünstlerin Lillian Schwartz nahm Ende der 1980er Jahre eine Analyse der Perspektive des Letzten Abendmahls mithilfe eines dreidimensionalen Computermodells vor. Dieses ermöglicht die Betrachtung des Wandgemäldes von allen möglichen Positionen im Raum aus. Basierend auf der Analyse findet Schwartz heraus, dass die zentralperspektivische Bildkonstruktion kleine Fehler aufweist und die Betrachtungsposition für eine optimale zentralperspektivische Betrachtung auf einer Höhe von 4,5 Metern über dem Boden liegt. Sie kann im Raum also praktisch unmöglich eingenommen werden. Schwartz geht daher von einer prospettiva accelerata („beschleunigte Perspektive“) aus, wie sie im Theater und der Bühnenbildnerei ihre Anwendung findet. Dafür spricht die längliche und hohe Form des Raumes. Mithilfe des Computermodells ermittelt sie ausgehend von dieser Annahme die optimale Betrachtungsposition direkt rechts vorne an der Eingangstüre des Refektoriums. Von dort aus wird der Blick auf das Wandgemälde von den Händen Christi über seinen Kopf zu den gemalten Wänden geleitet, die den Bildraum in den Raum des Refektoriums übergehen lassen. Auch die weiteren dargestellten Gesten der Figuren lassen den Blick umherschweifen, wodurch Umrandungen verschwimmen und der Eindruck entsteht, als sei das Wandgemälde ein dreidimensionaler Raum und Teil des Refektoriums selbst.

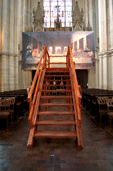
„Versuchsaufbau“ in der Wiener Minoritenkirche, 2006

Zur Perspektive des Abendmahls gab es 2006 anlässlich einer Ausstellung in der Wiener Minoritenkirche einen „Versuchsaufbau“. Dieser sollte auf spektakuläre Weise demonstrieren, dass die Perspektive des Abendmahls eine Zentralperspektive ist, bei der sich der Augpunkt auf Höhe der Schläfe der Christusfigur befindet. Vor der hochgehängten Gemäldekopie wurde eine Treppe aufgestellt, um auf Augenhöhe diesen Betrachtungspunkt einnehmen zu können. Der optimale Abstand des Betrachters zum Bild war zuvor von David Sayn durch ein Computermodell errechnet worden.

## Rezeption

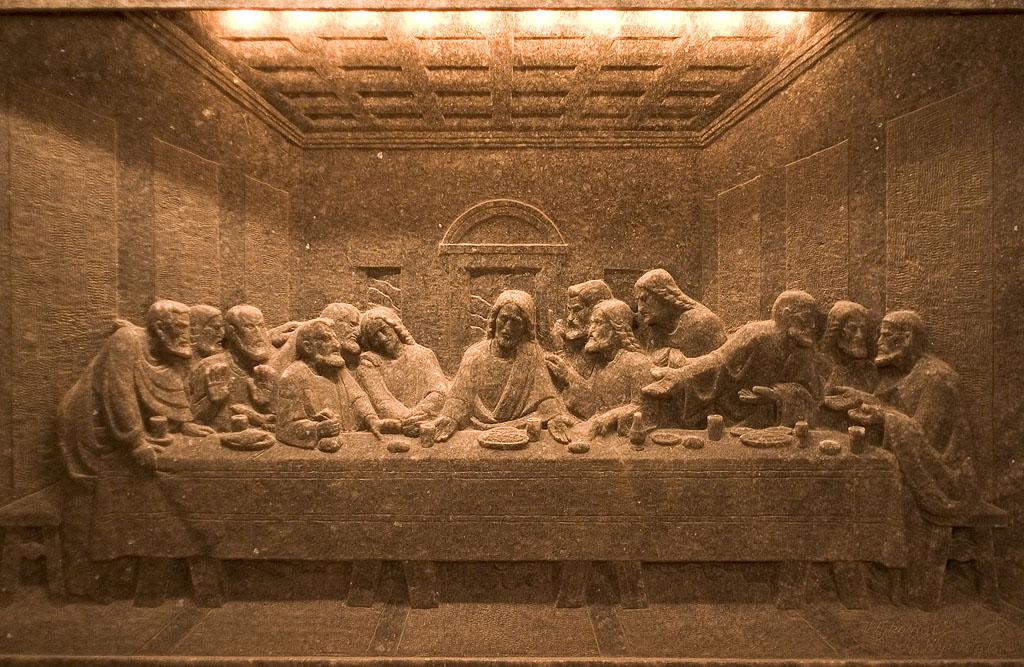
Darstellung im Salzbergwerk Wieliczka, (Polen)

Während die zentrale Gestalt Jesu nie in Frage gestellt wurde, fand die Darstellung der Jünger nicht immer Bewunderung. Im Jahr 1916 entrüstete sich der Kunsthistoriker Bernard Berenson:

„Was ist das aber für ein Haufen von aufgeregten, gestikulierenden, vorlauten Menschen, deren Gesichter alles andere als angenehm zu empfinden sind. (…) Die sind mir keine gute Gesellschaft!“

### Das Gemälde in der modernen Kunst
Die Künstlerin Mary Beth Edelson eignete sich in ihrer Collage Some Living American Women Artists / Last Supper (1972) Da Vincis Wandgemälde an. Sie ersetzte die Köpfe der dargestellten Gruppe mit den Köpfen berühmter Künstlerinnen darunter zum Beispiel Georgia O’Keeffe, Lynda Benglis, Louise Bourgeois, Elaine de Kooning, Helen Frankenthaler, Nancy Graves, Lila Katzen, Lee Krasner, Louise Nevelson, Yoko Ono, M. C. Richards, Alma Thomas, Agnes Martin, Faith Ringgold und June Wayne. Lediglich O’Keeffe wurde von Edelson als Jesus platziert. Die weiteren Künstlerinnen wies Edelson zufällig eine Position zu und keine nimmt den Platz des Judas ein. Die dargestellte Szene wird außerdem von Bildern weiterer Künstlerinnen gerahmt. Insgesamt sind 82 Künstlerinnen in der Collage abgebildet. Edelson thematisiert in ihrem Werk u. a. männliche Exklusivität sowie die Rolle von religiöser und kunsthistorischer Ikonographie im Zusammenhang mit der Unterdrückung von Frauen.
Andy Warhols letzte großformatige Arbeit sollte die Auseinandersetzung mit Leonardo da Vincis Abendmahl werden. Das Gemälde entstand für die neuerstellten Ausstellungsräume der Bank Credito Valtellinese, unmittelbar gegenüber der Heimstatt des Originals des Abendmahls in der Dominikanerkirche Santa Maria delle Grazie in Mailand. Die Bank – der Palast und Tempel des Kapitals – verbindet sich geschickt mit der religiösen Ikone und konterkariert sie zugleich. Warhol aber neutralisierte die dem Auftrag inneliegende Nobilitierung des Kapitals. Er machte sich nicht zu einem schnöden Lieferanten eines Dekors. Er beschäftigte sich nicht mit dem Original, sondern legte das Foto einer billigen Reproduktion des Originalgemäldes von Leonardo zugrunde, die er zusammen mit einer Gipsplastik in einem Ramschladen in Little Italy fand. Daraus entstand ein riesiger Gemäldezyklus, über 100 meist traditionell mit dem Pinsel gemalter Bilder, teilweise über 4 × 10 Meter groß. Er wählte aber für die Ausstellung nicht die handgemalten Arbeiten aus, sondern insgesamt 22 im Siebdruck umgesetzte druckgraphische Versionen.

### Kopien in Originalgröße in Haigerloch und in Voigtholz (Deutschland)
In der evangelischen Abendmahlskirche in Haigerloch befindet sich eine Nachbildung des Bildes. Das Werk ist als Wandgemälde in Originalgröße ausgeführt. Geschaffen hat es 1952/53 in einem Zeitraum von circa 22 Monaten der Düsseldorfer Kunstmaler Friedrich Schüz, unterstützt durch den Tübinger Grafiker Gerhard Halbritter und den Gießener Kunstmaler Walter Kröll. Es wurde am Gründonnerstag 1954 der Öffentlichkeit übergeben.
In der evangelisch-lutherischen Lukas-Kapelle In Voigtholz auf dem Malerhof hat der Künstler Hans Nowak in den Originalabmessungen eine Neuschöpfung des Gemäldes erschaffen. Dabei dienen 2 cm dicke Holztafeln als Bildträger für den Malgrund. Das Kunstwerk ist zwischen 1982 und 1984 entstanden. Die Kapelle nutzt der ev.-luth. Kirchenkreis Peine für Zusammenkünfte und steht der Öffentlichkeit tagsüber zur Verfügung.

## Nachahmungen und Verfremdungen in der Werbung und der Kunst
Auf Grund seines hohen Bekanntheitsgrades gibt es zahlreiche Parodien und Verfremdungen des Abendmahls:

### Kunst
- Salvador Dalí adaptierte das Bild 1955.[28]
- Yo Mama’s Last Supper der US-amerikanischen Fotografin Renée Cox wurde im Jahr 2001 im Rahmen einer Ausstellung von 94 „Schwarzen Fotografen“ im Brooklyn Museum ausgestellt und löste eine lebhafte Auseinandersetzung mit dem New Yorker Bürgermeister Rudy Giuliani aus. Jesus ist auf diesem Bild weiblich und nackt.[29]

### Filme und Serien
- In seinem Film Viridiana (1961) arrangiert Luis Buñuel die Szene eines Fressgelages nach dem Muster von Leonardos Abendmahl.[30]
- In Robert Altmans Filmkomödie M*A*S*H (1970) wird die Bildkomposition des Abendmahls in einer Szene nachempfunden, in der der Zahnarzt des Lazaretts (genannt: der schmerzlose Bohrer) seinen Abschied feiert, bevor er sich aus Gründen sexueller Unzulänglichkeiten umbringen will. Dabei nimmt er selbst die Rolle Jesu ein, während seine Kollegen die Posen der Jünger einnehmen.
- In dem Episodenfilm Mel Brooks – Die verrückte Geschichte der Welt (1981) bedient der Aushilfskellner Comicus (Mel Brooks) Jesus und die Jünger. Leonardo da Vinci soll ein Gruppenporträt anfertigen und gruppiert die Tischordnung in der Weise um, wie auf seinem Bild zu sehen. Comicus stellt sich mit einem silbernen Tablett hinter Jesus, das den Heiligenschein parodiert.
- In dem Film Biker Boyz (2003) zeigt das Gemälde die Mitglieder des Clubs.
- Im Spielfilm Mord im Orient-Express (Originaltitel: Murder on the Orient Express) aus dem Jahr 2017 ist die Abschlussszene optisch sehr stark an das Abendmahlgemälde von Leonardo da Vinci angelehnt. Regisseur Kenneth Branagh erklärte diesen Bezug auf das Gemälde ausdrücklich als von ihm beabsichtigt.
- In der Animeserie Golden Kamuy wird in einer Szene das Gemälde mit den Charakteren der Serie dargestellt.[31][32]

### Mode, Werbung, Plattenhüllen
- 1993 erschien ein Werbemotiv der Modemarke Otto Kern, das Leonardos Abendmahl zu Werbezwecken nutzte und in Deutschland Kontroversen auslöste: Statt der Jünger saßen barbusige Models um einen Jesus-Darsteller. Das Plakat wurde vom deutschen Werberat gerügt und musste zurückgezogen werden. Das spätere Motiv, in dem zwölf Männer um eine Jesus-Darstellerin formiert waren, blieb dagegen weitgehend unbeachtet.[33]
- Das französische Modehaus Girbaud warb Ende April 2005 in Frankreich mit einer Anzeige, die nur in formaler Hinsicht das Abendmahl zitierte. Zu sehen waren zwölf weibliche Mannequins, von denen eine offensichtlich Christus darstellte. Zwei andere umarmten einen Mann mit nacktem Oberkörper in Jeans. Die katholische Kirche reichte wegen Blasphemie eine Klage ein. Am 10. März gab Richter Jean-Claude Magendie dieser statt und forderte Girbaud gegen Androhung einer Geldstrafe auf, in ganz Frankreich die Plakate binnen drei Tagen entfernen zu lassen.[34]
- Eine französische Werbung für den VW Golf zeigte unter dem Motto „Freuen wir uns, Freunde, denn der neue Volkswagen ist geboren“ Jünger hinter einer langen Tafel, in Posen, die an die der Figuren in da Vincis Abendmahl erinnern.
- In der Werbekampagne für die US-Serie Battlestar Galactica wird die vierte Staffel (2008–2009) mit einem Bild beworben, in dem die Darsteller das Gemälde nachstellen.
- Das CD-Titelbild des Steel-Panther-Albums All You Can Eat aus dem Jahr 2014 zeigt die Bandmitglieder mit Frauen am und auf dem Tisch.[35]

## Trivia
Das, was Jesus auf dem Gemälde isst, wurde mehrmals als Aal identifiziert.

## Belletristik
- Leo Perutz: Der Judas des Leonardo. Deutscher Taschenbuch Verlag, München 2005, ISBN 3-423-13304-X.
- Javier Sierra: Das geheime Abendmahl. Roman. Limes, München 2006, ISBN 978-3-8090-2526-9.

## Film
- Das Geheimnis des letzten Abendmahls. (OT: The search for the Last Supper.) Dokumentarfilm, Großbritannien, 2017, 42:36 Min., Buch und Moderation: Jean-Pierre Isbouts, Kamera: Aj Martinson, Produktion: Pantheon Studios, deutsche Erstsendung: 18. April 2019 bei Deutsche Welle, Reihe: DokFilm, online-Video und Inhaltsangabe (Memento vom 26. April 2019 im Internet Archive) von Deutsche Welle; englische Fassung. – The search for the Last Supper bei IMDb.

## Radio
- Abtei Tongerlo besitzt wohl echtes Werk von Leonardo da Vinci. Radio-Beitrag, Belgien, 2019, 4:07 Min., Skript: Kay Wagner, Produktion: BRF, Internetpublikation: 2. Mai 2019, Manuskript und Audio-Datei.